# La Magdelaine-sur-Tarn
La Magdelaine-sur-Tarn é uma comuna francesa na região administrativa da Occitânia, no departamento do Alto Garona. Estende-se por uma área de 6.82 km², com 1.178 habitantes, segundo o censo de 2018, com uma densidade de 170 hab/km².